# 3886 Shcherbakovia
3886 Shcherbakovia је астероид главног астероидног појаса чија средња удаљеност од Сунца износи 2,772 астрономских јединица (АЈ).
Апсолутна магнитуда астероида је 12,5.